# Bartholomä
Bartholomä es un municipio alemán situado en el distrito de Ostalb, en el estado de Baden-Württemberg.

## Geografía

### Situación geográfica
La ciudad de Bartholomä se encuentra en Albuch, Jura de Suabia.

### Municipios limítrofes
El municipio limita al norte con Heubach, al noreste con Essingen y al sureste con Königsbronn y con Steinheim am Albuch, ambos en la región administrativa de Heidenheim. Al sur se encuentran los términos municipales de Böhmenkrich y Lautersteim, pertenecientes a la región administrativa de Göppingen y al oeste, Schwäbisch Gmünd.

### Barrios, aldeas y poblados
El municipio de Bartholmä se encuentra formado por el casco homónimo, los barrios de Äußerer Kitzinghof, Amalienhof, Hesselschwang, Hirschrain, Innerer Kitzinghof, Möhnhof y Rötenbach, las aldeas de Tannenhöfle y Ziegelhütte (Auf der Heide) así como por los poblados de Bärenweiler, Engelboldweiler, Ulrichsweiler y del castillo de Michelstein.

## Historia
Al igual que sucede con el resto de localidades de la Subregión Administrativa de Ostalbkreis, se conservan muy pocos documentos históricos que hagan referencia al término municipal de Bartholomä. La primera referencia se realizó en 1365, donde se hace mención al lugar de Bartholomä como Laubenhart. Se trata de un documento mediante el que Ulrich von Rechberg vendió a Gröningen y a sus hijos un extenso señorío, con excepción de una serie de derechos de transferencia de determinadas fincas y terrenos. El contrato de venta se hizo público por primera vez en 1994. Bartholomä, que abandonó su antiguo nombre de Laubenhart durante el sigo XVI para adoptar el de "Kirchnheiligen Bartholomäus", perteneció a Rechberg hasta el año 1531 (o bien hasta 1532).
En 1638, el patricio, natural de Ulm, Hans Jakob Schad adquirió el señorío y en 1806 pasó a formar parte de la región alemana de Württemberg, dentro de la cual, se enmarcó en la región administrativa de Gmünd, que más tarde pasó a convertirse en la Región Administrativa de Schwäbisch Gmünd. En 1973, el término municipal de Bartholomä pasó a formar parte de la Subregión Administrativa de Ostalbkreis.

## Religión
Los señores de Woellwarth introdujeron los preceptos de la reforma protestante en 1550, de manera que la localidad de Bartholomä se convirtió al evangelismo. Debido a la pérdida de población que supuso la guerra de los treinta años, se produjo la llegada de nuevos ciudadanos que profesaban el catolicismo. Entre 1839 y 1840, se construyó una iglesia católica. La parroquia evangélica de Bartholomä pertenece al distrito eclesiástico evangélico de Schwäbisch Gmünd.

## Política

### Comarca
El término municipal de Bartholomä forma parte de la comarca de Rosenstein, cuya capital se encuentra en Heubach.

### Equipo de gobierno
El equipo de gobierno municipal está formado por 10 miembros, desde las últimas elecciones locales, que se celebraron el día 25 de mayo de 2014. La duración de la actual legislatura será de 5 años. La composición del gobierno se recoge en la tabla 1: equipo de gobierno municipal desde 2014 (los cambios se refieren a los resultados de las elecciones de 2009).
Tabla 1: equipo de gobierno municipal desde 2014
| Partido                     | Resultados electorales | ±     | Número de representantes en el gobierno | ±  |
| --------------------------- | ---------------------- | ----- | --------------------------------------- | -- |
| Listas Libres de Ciudadanos | 55,60 %                | +2,70 | 6                                       | +1 |
| Unión de Votantes Libres    | 44,40 %                | -2,70 | 4                                       | -1 |

La participación electoral en 2014 fue de un 59,30 %, lo cual supone 1,70 puntos menos que en los comicios de 2019.

### Alcalde
Thomas Kuhn fue reelegido alcalde, por segunda vez consecutiva, en junio de 2013, con un total del 84,67 % de los votos emitidos. 

### Ciudades hermanadas
Casola Valsenio, en la provincia de Ravenna, Italia.

## Economía e infraestructuras

### Transportes
Junto a la urbanización "Amalienhof", se construyó un aeródromo, que es la sede de las asociaciones de aviación "Fellbach" y "Heubach", así como de la "Academia de la Asociación de Aviación Stuttgart". 

### Educación
El "colegio Laubenhart" cubre la demanda de educación primaria del término municipal. Además, la universidad popular cuenta con una variada oferta de cursos, conferencias y seminarios de interés general. 

### Telecomunicaciones
En Bartholomä existe una torre de telecomunicaciones (actualmente fuera de servicio), con una altura de 61 m, que pertenece al Ejército Alemán.

### Energía
En 2016 entró en funcionamiento un parque eólico, que se construyó en el municipio limítrofe de Lauterstein. Consta de 3 generadores eólicos del tipo General Elctric 2.75-120.